# Gara Dimitrovgrad (Bulgaria)
Gara Dimitrovgrad (în bulgară Железопътна гара Димитровград) este o gară care deservește orașul Dimitrovgrad, Bulgaria.